# Корчаково
Корчаково (мар. Корцакал) — деревня в Горномарийском районе Марий Эл Российской Федерации. Входит в состав Виловатовского сельского поселения.
Численность населения — 70 чел. (2010 год).

## География
Располагается в 4,5 км от административного центра сельского поселения — села Виловатово, на правом берегу реки Большая Сундырка.

## История
Марийское название происходит от прозвища первопоселенца (Корцак). В XVI—XVIII веках деревня называлась «Большая Паратмара» и находилась в составе Аказиной сотни. Впервые упоминается в 1859 г. с названием деревня «Корчакова» или «Большая Паратмара».

## Население
| 2002 | 2010 |
| ---- | ---- |
| 70   | →70  |